# Вольмар, Мельхиор
Мельхиор Руфус Вольмар (нем. Melchior Volmar; 1497, Ротвайль, Баден-Вюртемберг - 1 августа 1560, Исни-им-Алльгой ) — немецкий юрист и филолог, педагог, профессор права в университете Тюбингене. 

## Биография
Сперва преподавал греческий язык в Орлеане. Последователь Лютера, он вдохновил Кальвина в Орлеане заняться гуманистическими исследованиями.
Блестящие лекции М. Вольмара привлекали множество слушателей, между которыми были Теодор Беза и Бартелеми Ано. В 1529 году, в 10-летнем возрасте взял Теодора Беза под свою опеку и обучил его гуманитарным наукам.
Не любя излагать свои мысли на бумаге, М. Вольмар написал только «Epistola nuncuparia» Блазеру и комментарии на первые две песни «Илиады». 
Умер в 1561 году.